# 特里姆巴克
特里姆巴克（Trimbak），是印度马哈拉施特拉邦Nashik县的一个城镇。总人口9804（2001年）。

## 人口
该地2001年总人口9804人，其中男性5125人，女性4679人；0—6岁人口1340人，其中男703人，女637人；识字率72.89%，其中男性为79.67%，女性为65.46%。